# Wapen van Finsterwolde

Het wapen van Finsterwolde

Het wapen van Finsterwolde werd op 1 maart 1870 bevestigd per besluit van de minister van Binnenlandse Zaken aan de Groninger gemeente Finsterwolde toegekend. Vanaf 1990 is het wapen niet langer als gemeentewapen in gebruik omdat de gemeente Finsterwolde opging in de gemeente Beerta, op 1 juli 1991 hernoemd in Reiderland. In het wapen van Reiderland is de leeuw overgenomen van het wapen van Finsterwolde.

## Blazoenering
De blazoenering van het wapen luidt als volgt:
Van lazuur, beladen met een klimmenden ter regterzijde gekeerden leeuw van goud.

## Verklaring
Er is geen verklaring waarom de leeuw op dit wapen prijkt. De gemeenteraad gaf bij de aanvraag in 1870 op dat het al heel lang binnen de gemeente gebruikt werd.

## Verwante wapens

Wapen van Reiderland

Adorp
· Aduard
· Appingedam
· Baflo
· Bedum
· Beerta
· Bellingwedde
· Bellingwolde
· Bierum
· De Marne
· Delfzijl 
· Eemsmond
· Eenrum
· Ezinge
· Finsterwolde
· Grijpskerk
· Grootegast
· Haren
· Hefshuizen
· Hoogezand
· Hoogezand-Sappemeer
· Hoogkerk
· Kantens
· Kloosterburen
· Leek
· Leens
· Loppersum
· Marum
· Meeden
· Menterwolde
· Middelstum
· Midwolda
· Muntendam
· Nieuweschans
· Nieuwe Pekela
· Nieuwolda
· Noordbroek
· Noorddijk
· Oldehove
· Oldekerk
· Onstwedde
· Oosterbroek
· Oude Pekela
· Reiderland
· Sappemeer
· Scheemda
· Slochteren
· Stedum
· Ten Boer
· Termunten
· Uithuizen
· Uithuizermeeden
· Ulrum
· Usquert
· Vlagtwedde
· Warffum
· Wedde
· Wildervank
· Winschoten
· Winsum
· 't Zandt
· Zuidbroek
· Zuidhorn